# Mercedes-Benz F200
La Mercedes-Benz F200 (o Mercedes-Benz F 200 "Imagination") è una concept car presentata dalla casa automobilistica tedesca Mercedes-Benz al Salone di Parigi del 1996.
L'obiettivo della vettura era quello di mostrare alcune innovazioni nell'ambito della guida del veicolo, nel design e nel comfort di bordo. Il design esterno dell'auto in parte  anticipava quello della Classe S. Questa coupé a 2 porte ha anticipato la coupé Classe CL, che ha debuttato nel 1999.

## Profilo e caratteristiche
Una delle principali innovazioni della vettura era la presenza del "Sidesticks". Il sidestick era un sistema drive by wire comandato da un joystick al posto del volante e dei pedali dell'acceleratore-freno-frizione posto al centro della console centrale che potevano essere azionato sia dal guidatore che dal passeggero. 
Altre innovazioni portate al debutto dalla vettura erano le seguenti: portiera ad ali di farfalla utilizzate nella successiva Mercedes-Benz SLR McLaren del 2003; vetro del tetto panoramico elettrotrasparente poi utilizzato nella successiva Maybach del 2002; videocamere al posto degli specchietti retrovisori.
Un'altra caratteristica molto significativa era il sistema di sospensione completamente attivo chiamato Active Body Control, adottato poi successivamente dalla Mercedes-Benz Classe CL nel 1999.
Inoltre vi era un sistema di proiettori a con fari bi-xeno, che debuttarono successivamente nel 2003 sulla Mercedes-Benz W211 Classe E.